# بونس بويجس
پونس بويجس (بالإسبانية: Francisco Pons Boigues)‏ Francisco Pons Boigues (1862 – 1899) هو مستشرق إسباني.
تتلمذ على خوليان ربيرا. من آثاره: «بحثاً في سيرة ومؤلفات المؤرخين والجغرافيين العرب الإسبان» Ensayo bio- biográfico sobre los historiadores y gèografis Arábigo – espanoles. Madrid, 1898.